# فرخنده تاج‌زرین
فرخنده تاج‌زرین یا فرخنده زرتاج (نام علمی: Iridosornis rufivertex) گونه‌ای از پرندگان تیرهٔ فرخندگان (Thraupidae) است.

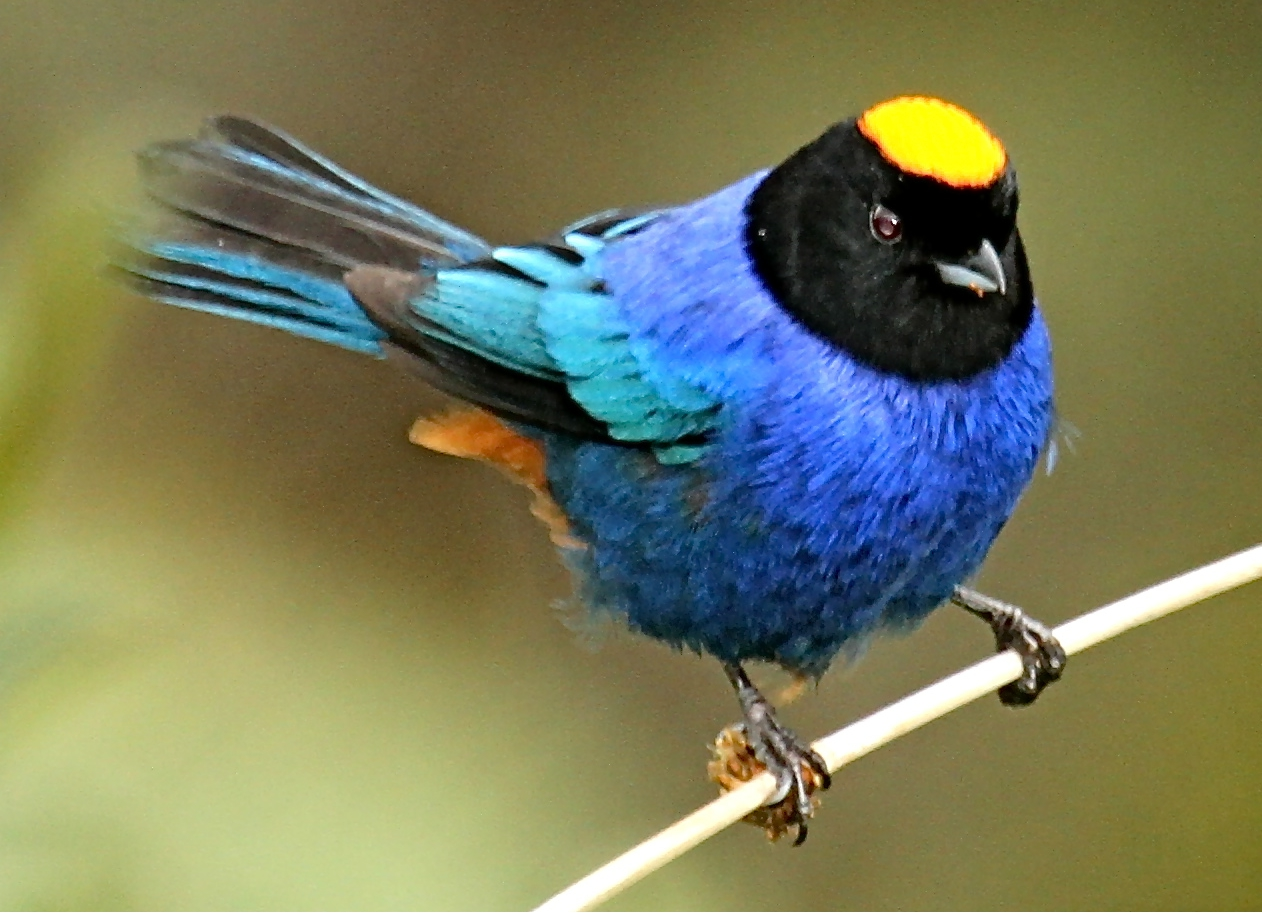
رزرو آکاناما - اکوادور

در کلمبیا، اکوادور، پرو و ونزوئلا یافت می‌شود. زیستگاه طبیعی آن جنگل‌های کوهستانی نمناک نیمه‌گرمسیری یا گرمسیری است.